# سیرین حسینی شهید
سیرین حسینی شهید (عربی: سيرين حُسيني شهيد)؛ (زاده: ۱۹۲۰ – درگذشته: ۲۰۰۹) یک فعال فلسطینی بود که در تأسیس جمعیت پشتیبانی اردوگاه‌های فلسطینی معروف به انعاش در لبنان تأسیس شد، نقش داشت.

## زندگی‌نامه
سیرین در قدس و در یک خانواده با نفوذ زاده شد. پدر وی جمال الحسینی پسر عموی دوم مفتی قدس محمد امین الحسینی بود، پدر بزرگ وی شهردار قدس بود. سیرین تحصیلات خودش را در رام‌الله گذراند و سپس به دانشگاه آمریکایی بیروت برای ادامه تحصیل رفت.
بعد از سال ۱۹۶۷ وی به همراه پناهندگان فلسطینی در صنایع خانگی شروع بکار کرد و در تأسیس جمعیت پشتیبانی اردوگاه‌های فلسطینی معروف به انعاش که در سال ۱۹۶۹ در لبنان تأسیس شد، نقش داشت. وی در همان زمان کتابهایی دررابطه با لباسهای تزئینی و سنتی فلسطینی نوشت و در برگزاری نمایشگاه‌هایی دراین رابطه کمک کرد. از جمله یک نمایشگاه در موزه بریتانیا در سال ۱۹۹۱.
سیرین حسینی در سال ۱۹۹۴ با منیب شهید ازدواج کرد و در بیروت ساکن گردید. دختر وی لیلی شهید نماینده فلسطین در کمیسیون اروپا است و دختر دیگرش میا وزینه در زمینه ارتقاء تزئینات لباسهای فلسطینی در انعاش کار می‌کند.

## تألیفات
برخی از تألیفات سیرین حسینی عبارتند از:
- تزئینات فلسطینی: شیوه‌های خیاطی لباسهای سنتی برای زنان روستاهای فلسطینی
- خاطرات قدس چاپ اول[۳][۴]